# Сосновське сільське поселення (Новокузнецький район)
Сосно́вське сільське поселення (рос. Сосновское сельское поселение) — сільське поселення у складі Новокузнецького району Кемеровської області Росії.
Адміністративний центр — село Сосновка.

## Історія
Станом на 2002 рік існували Куртуковська сільська рада (села Куртуково, Таргай, селища Гавриловка, Кульчани), Ніколаєвська сільська рада (присілок Підгорна, селища Білорус, Нижні Кінерки, Ніколаєвка, Рябиновка, Тайлеп) та Сосновська сільська рада (села Букино, Малиновка, Сосновка, присілки Михайловка, Учул, селища Калиновський, Калмиковський, Кірзаводський, Ключі, Красинськ, Ленінський, Новий, Пушкіно, Таргайський Дом Отдиха, Юр'євка), селища Карчагол та Підкорчияк перебували у складі Осинниківської міської ради, селища Зарічний та Федоровка перебували у складі Орловської сільської ради.
2013 року ліквідоване Куртуковське сільське поселення (села Куртуково, Таргай, присілок Підгорна, селища Білорус, Гавриловка, Зарічний, Карчагол, Кульчани, Нижні Кінерки, Ніколаєвка, Підкорчияк, Рябиновка, Тайлеп, Федоровка), територія увійшла до складу Сосновського сільського поселення.

## Населення
Населення — 6805 осіб (2019; 6191 в 2010).

## Склад
До складу поселення входять:
| Населений пункт                | Населення, осіб (2002) | Населення, осіб (2010) |
| ------------------------------ | ---------------------- | ---------------------- |
| Білорус, селище                | 27                     | 8                      |
| Букино, село                   | 94                     | 96                     |
| Гавриловка, селище             | 125                    | 135                    |
| Зарічний, селище               | 446                    | 351                    |
| Калиновський, селище           | 18                     | 16                     |
| Калмиковський, селище          | 12                     | 12                     |
| Карчагол, селище               | 10                     | 35                     |
| Кірзаводський, селище          | 5                      | -                      |
| Ключі, селище                  | 27                     | 33                     |
| Красинськ, селище              | 135                    | 122                    |
| Кульчани, селище               | 151                    | 255                    |
| Куртуково, село                | 932                    | 1067                   |
| Ленінський, селище             | 2                      | 1                      |
| Малиновка, село                | 31                     | 32                     |
| Михайловка, присілок           | 190                    | 154                    |
| Нижні Кінерки, селище          | 93                     | 19                     |
| Ніколаєвка, селище             | 379                    | 320                    |
| Новий, селище                  | 13                     | 13                     |
| Підгорна, присілок             | 3                      | 1                      |
| Підкорчияк, селище             | 14                     | 0                      |
| Пушкіно, селище                | 182                    | 203                    |
| Рябиновка, селище              | 24                     | 10                     |
| Сосновка, село                 | 2140                   | 2430                   |
| Тайлеп, селище                 | 277                    | 248                    |
| Таргай, село                   | 148                    | 124                    |
| Таргайський Дом Отдиха, селище | 319                    | 342                    |
| Учул, присілок                 | 7                      | 12                     |
| Федоровка, селище              | 167                    | 127                    |
| Юр'євка, селище                | 4                      | 25                     |